# Ýdalir

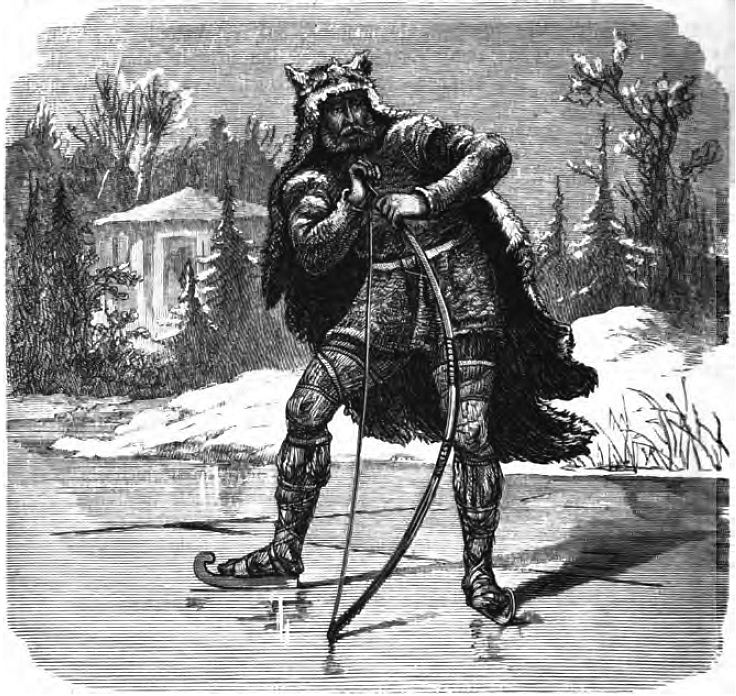
Appoggiato ad un arco, il dio Ullr si trova su un lago ghiacciato circondato da alberi sempreverdi e da un edificio (1882) di Friedrich Wilhelm Heine

Nella mitologia norrena Ýdalir è un luogo che contiene una casa di proprietà del dio Ullr. Ýdalir viene citato solo nella Edda poetica, scritta nel XIII secolo basandosi su più antiche fonti.

## Citazioni
Ýdalir viene citato nella stanza 5 del poema Grímnismál (Edda poetica), in cui Odino (travestito da Grímnir) dice al giovane Agnar che Ullr possiede una casa a Ýdalir.

## Teorie
Discutendo di Ýdalir, Henry Adams Bellows disse che "il legno del tasso era usato per al costruzione di archi nel Nord, proprio come avvenne in seguito in Inghilterra". Rudolf Simek affermò che "questa connessione del dio con l'albero del tasso, di cui erano fatti gli archi (cfr. ON ýbogi 'yew bow'), ha portato a vedere Ullr come dio degli archi". Andy Orchard disse che Ýdalir è un toponimo il cui nome deriva dalla persona che lo abita, il dio arciere Ull. Secondo Hilda Ellis Davidson, mentre il Valhalla "è famoso perché gioca un ruolo importante nell'immaginario di guerra e morte", il significato degli altri luoghi della mitologia norrena, come Ýdalir e la sede oltretomba della dea Freyja, Fólkvangr, sono andati perduti.